# Europese kampioenschappen powerlifting 2005 (heren)
De Europese kampioenschappen powerlifting 2005 voor heren waren door de European Powerlifting Federation (EPF) georganiseerde kampioenschappen voor powerlifters. De 28e editie van de Europese kampioenschappen vond plaats in het Luxemburgse Hamm van 19 tot 22 mei 2005.

## Uitslagen

### Heren
| klasse   | Goud                             | Zilver                           | Brons               |
| -------- | -------------------------------- | -------------------------------- | ------------------- |
| -52 kg   | Patrick Constantine              | Tomasz Zambrzycki                | Tomasz Zambrzycki   |
| -56 kg   | Konstantin Pavlov                | Dariusz Wszola                   | Frederic Tinebra    |
| -60 kg   | Ayrat Zakiev                     | Etienne Lited                    | Dominik Golak       |
| -67,5 kg | Jaroslaw Olech                   | Nikolay Sokolov                  | Hassan El-Belghitti |
| -75 kg   | Jacek Spychala Dmitriy Dvornikov | Jacek Spychala Dmitriy Dvornikov | Peter Vateha        |
| -82,5 kg | Sergey Bogdanov                  | Jan Wegiera                      | Robert Michailov    |
| -90 kg   | Sergiy Pevnyev                   | Sergiy Naleykin                  | Andre Peeters       |
| -100 kg  | Anibal Coimbra                   | Petr Theuser                     | Tor Herman Omland   |
| -110 kg  | Nikolay Suslov                   | Orhan Bilican                    | Harri Heinila       |
| -125 kg  | Clive Henry                      | Andrey Malanichev                | Ove Lehto           |
| +125 kg  | Vladimir Bondarenko              | Jorgen Ljungberg                 | Jari Martikainen    |

### Dames
Het EK voor dames vond plaats in het Hongaarse Orosháza van 24 tot 27 november 2005.